# Lactaire
Lactarius
Pour le genre de poisson, voir Lactarius (poisson)
Genre
Lactarius (les lactaires) est un genre de champignons basidiomycètes de la famille des Russulaceae, présentant des sporophores cassants, ayant la particularité d’exsuder un lait plus ou moins abondant (latex) lorsqu’ils sont blessés ou coupés. Ce sont des espèces agaricoïdes (chapeau et stipe présents, hyménium externe lamellé), sans anneau ni volve sur le stipe.

## Description
Les lactaires sont reconnaissables à trois caractères faciles à observer : 
- texture grenue (= chair friable et cassant net comme de la craie). Champignon “agaricoïde” : possédant un pied (stipe) et des lames (hyménophore lamellé) rayonnantes sous le chapeau ;
- exsudant ou laissant s'écouler du latex (ou lait) à la cassure de la chair, et surtout des lames ;
- et surtout des lames plus ou moins décurrentes (qui se prolongent sur le stipe)[4],[5].

Certains lactaires peuvent bioconcentrer des radionucléides tels que le césium-137 des retombées de la catastrophe de Tchernobyl, notamment dans leur chapeau.

## Toxicologie, écotoxicologie
Comme tous les champignons, les lactaires peuvent bioaccumuler des métaux lourds et des métalloïdes toxiques, dont notamment le mercure.

## Taxonomie
En 2011, une étude phylogénétique érige en genre le sous-genre Lactifluus. Plusieurs centaines de lactaires rejoignent ce nouveau genre.

## Espèces
On en compte des centaines d'espèces dans le monde, dont, selon Index Fungorum (10 octobre 2020) :

## Sélection d'espèces européennes notoires

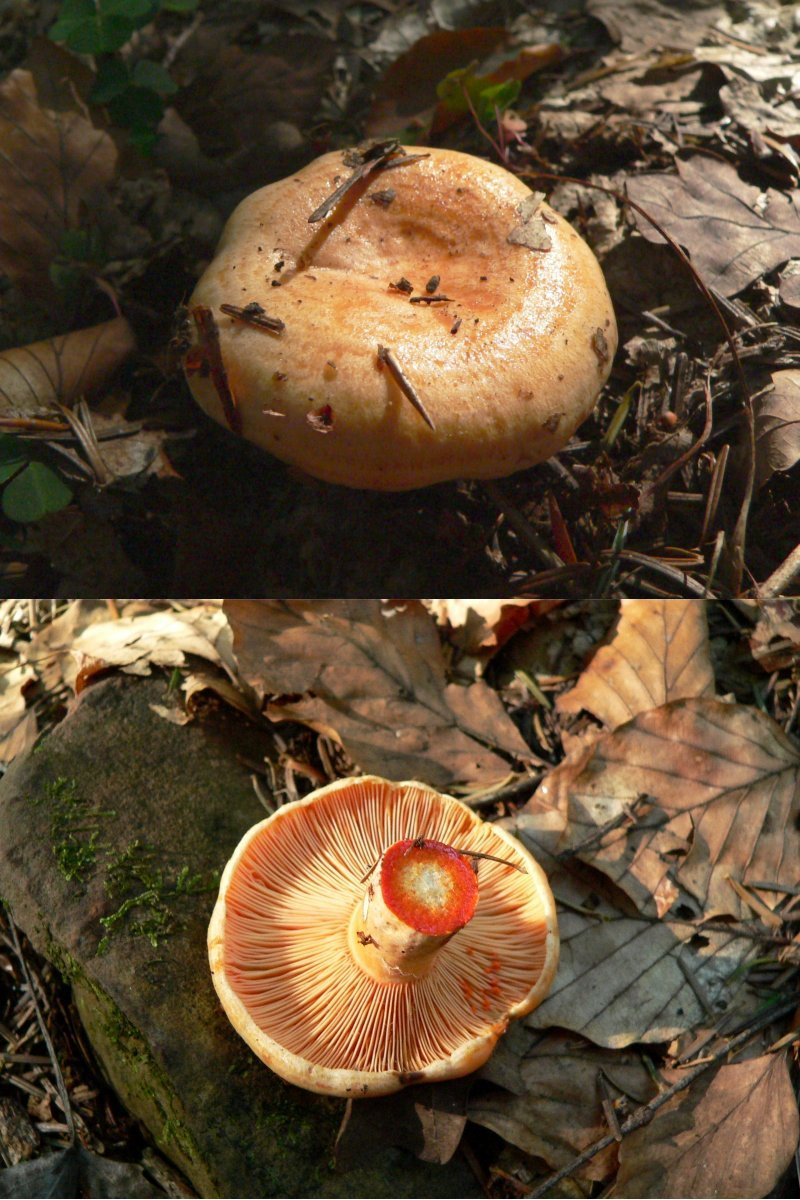
Le Lactaire délicieux (Lactarius deliciosus) produit à la cassure un latex peu abondant couleur carotte, qui s'éclaircit en séchant et devient vert après quelques heures.

### Groupe desLactarius deliciosus(sectionDapetes)

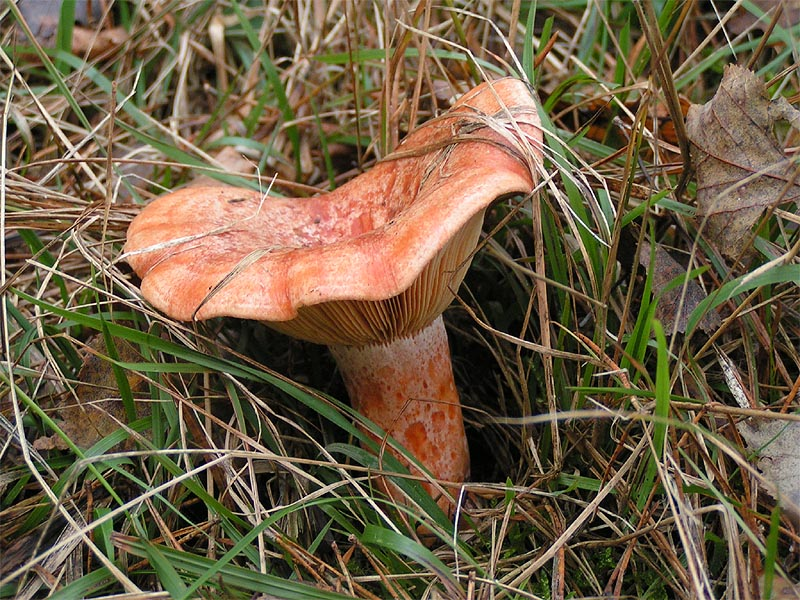
Lactarius deliciosus.
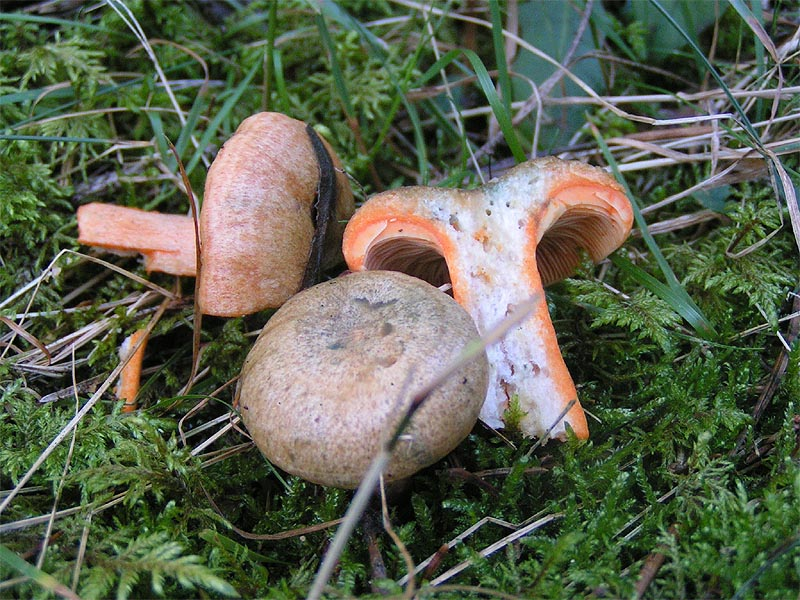
Lactarius deterrimus.
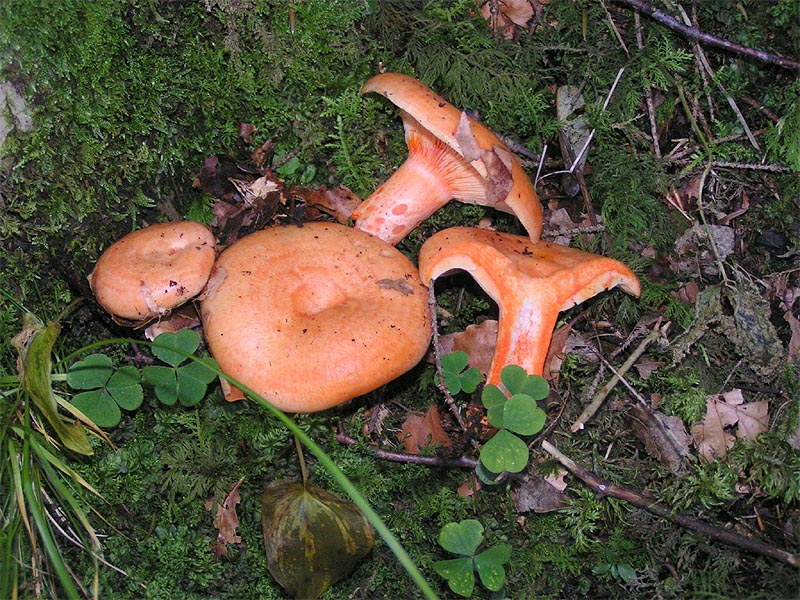
Lactarius salmonicolor.

### Autres espèces

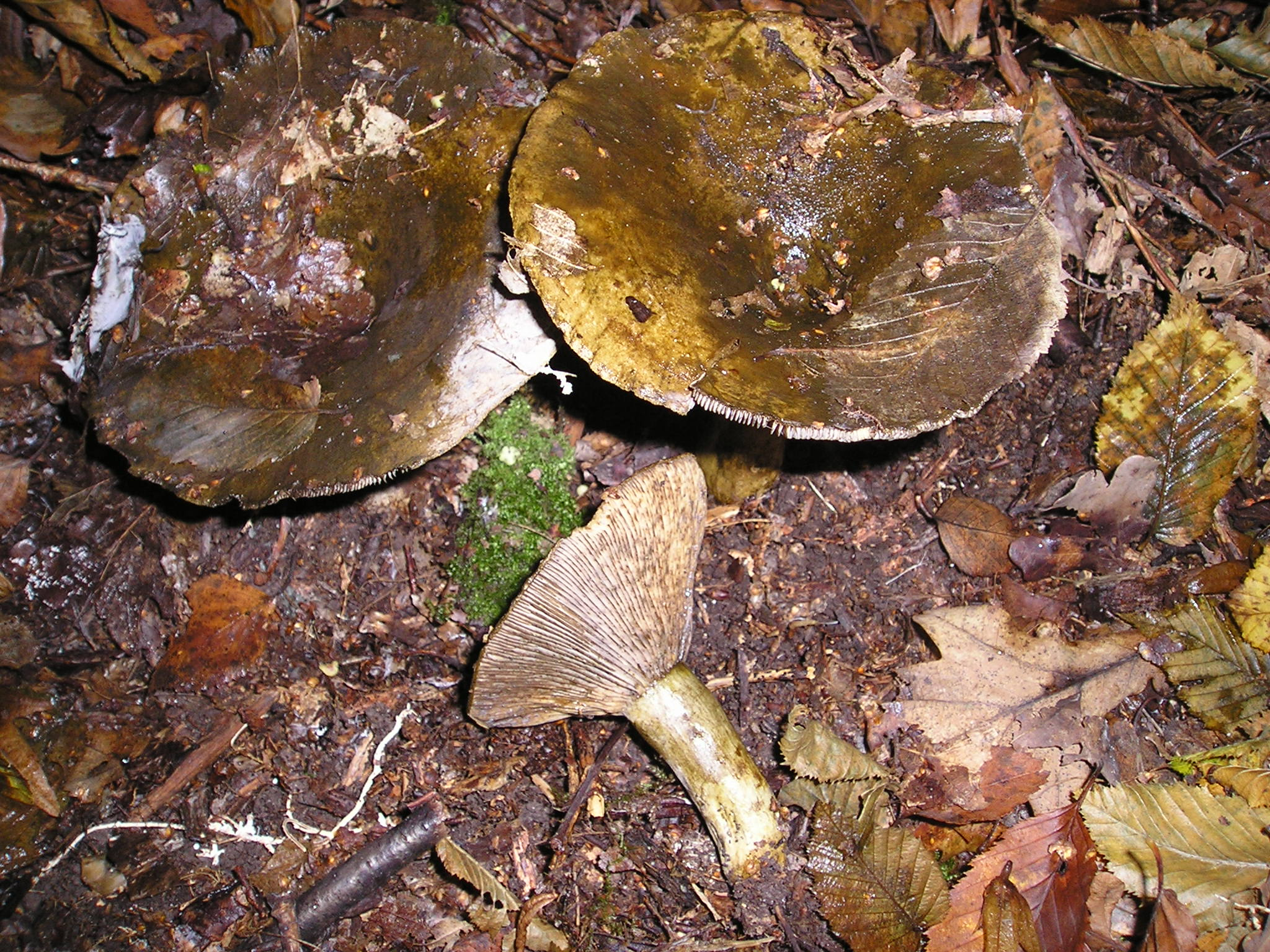
Lactarius necator (très bioaccumulateur de mercure[10]).
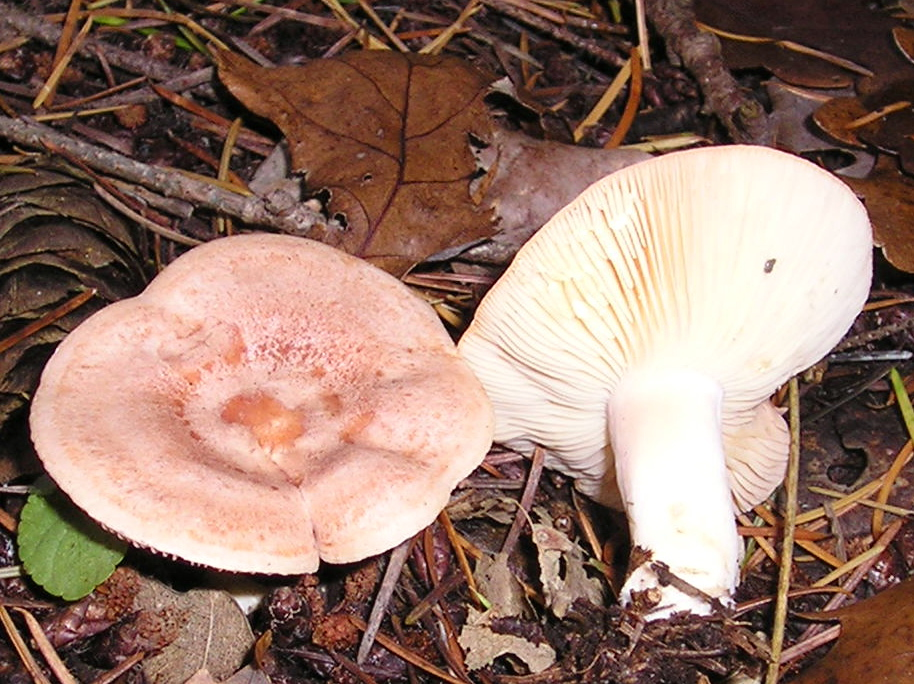
Lactarius chrysorreus.
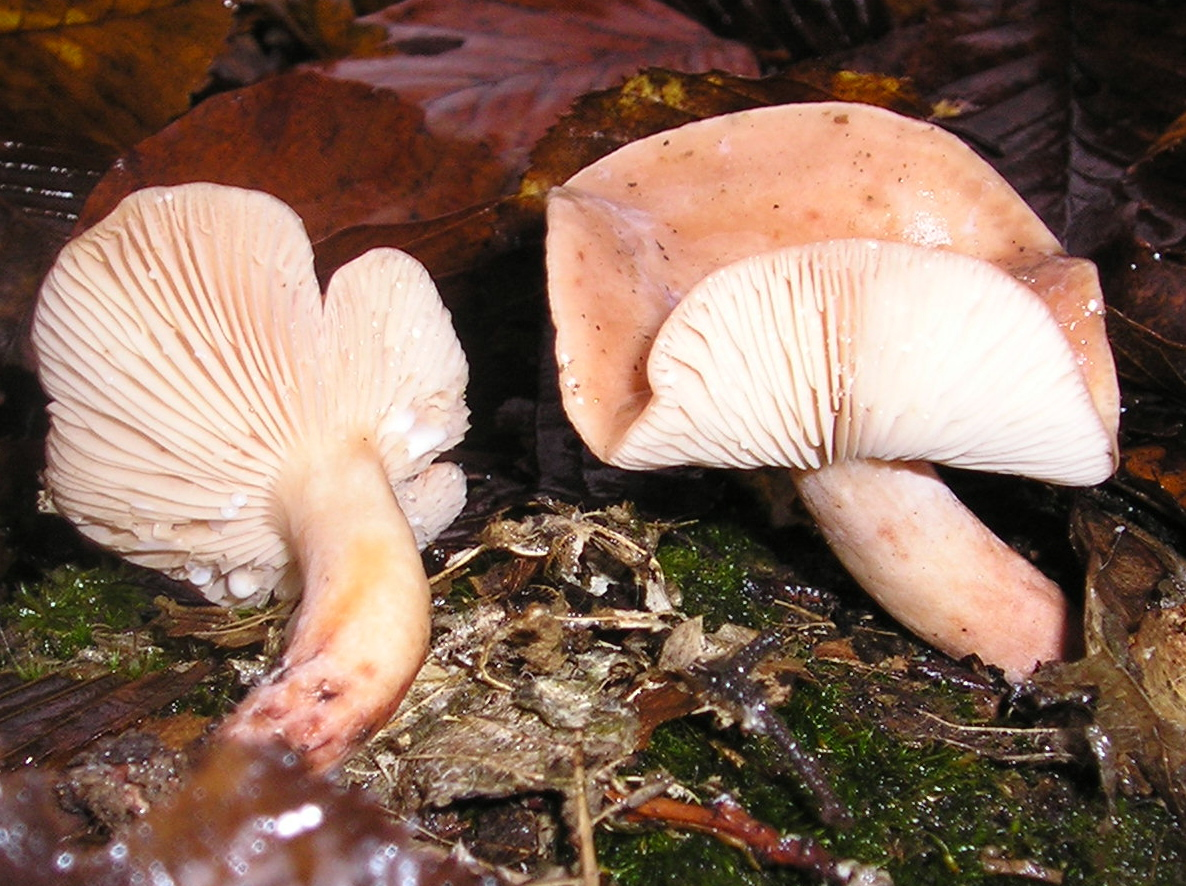
Lactarius decipiens.
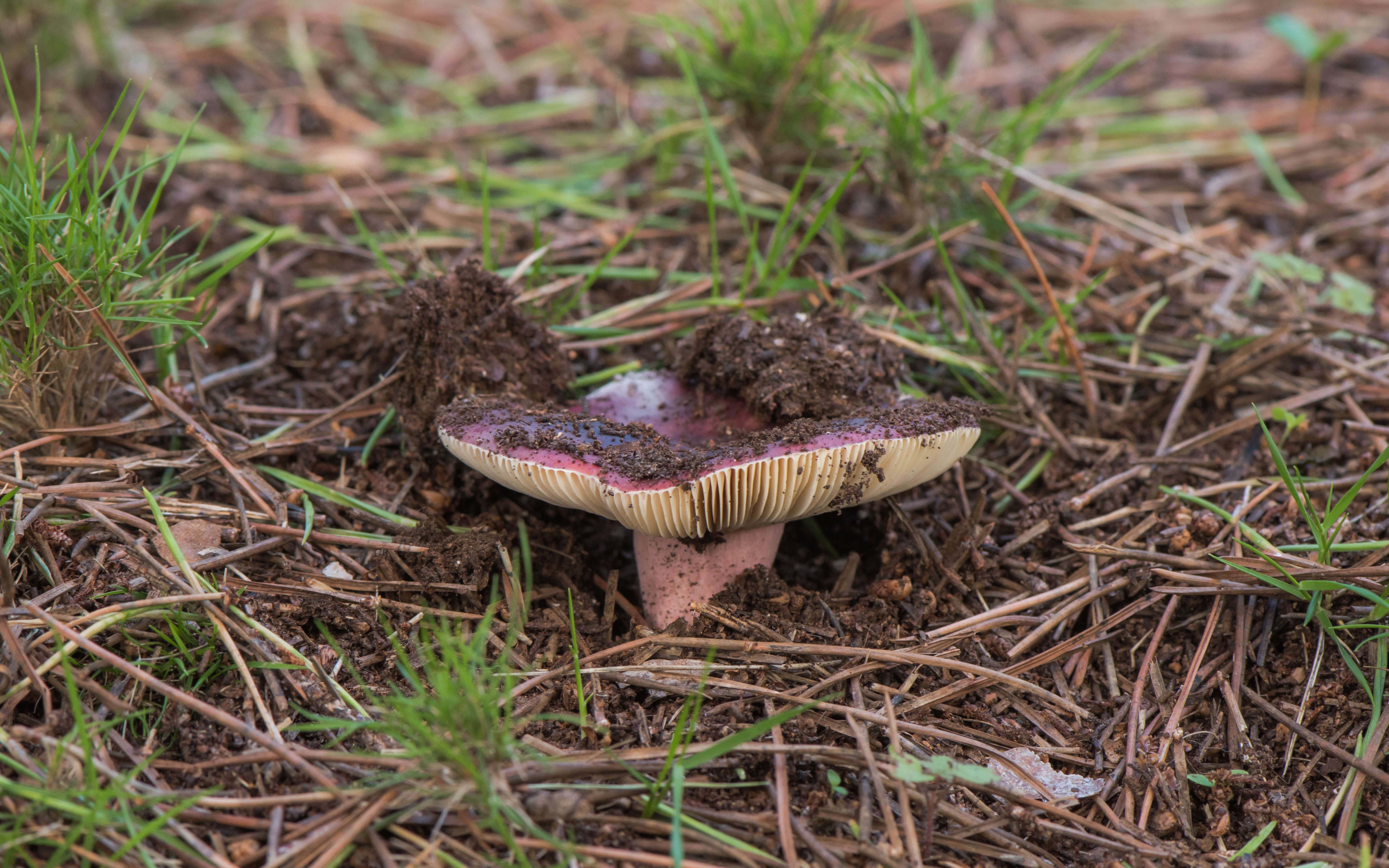
Lactarius rufus, un des champignons les plus « chauds »[11].
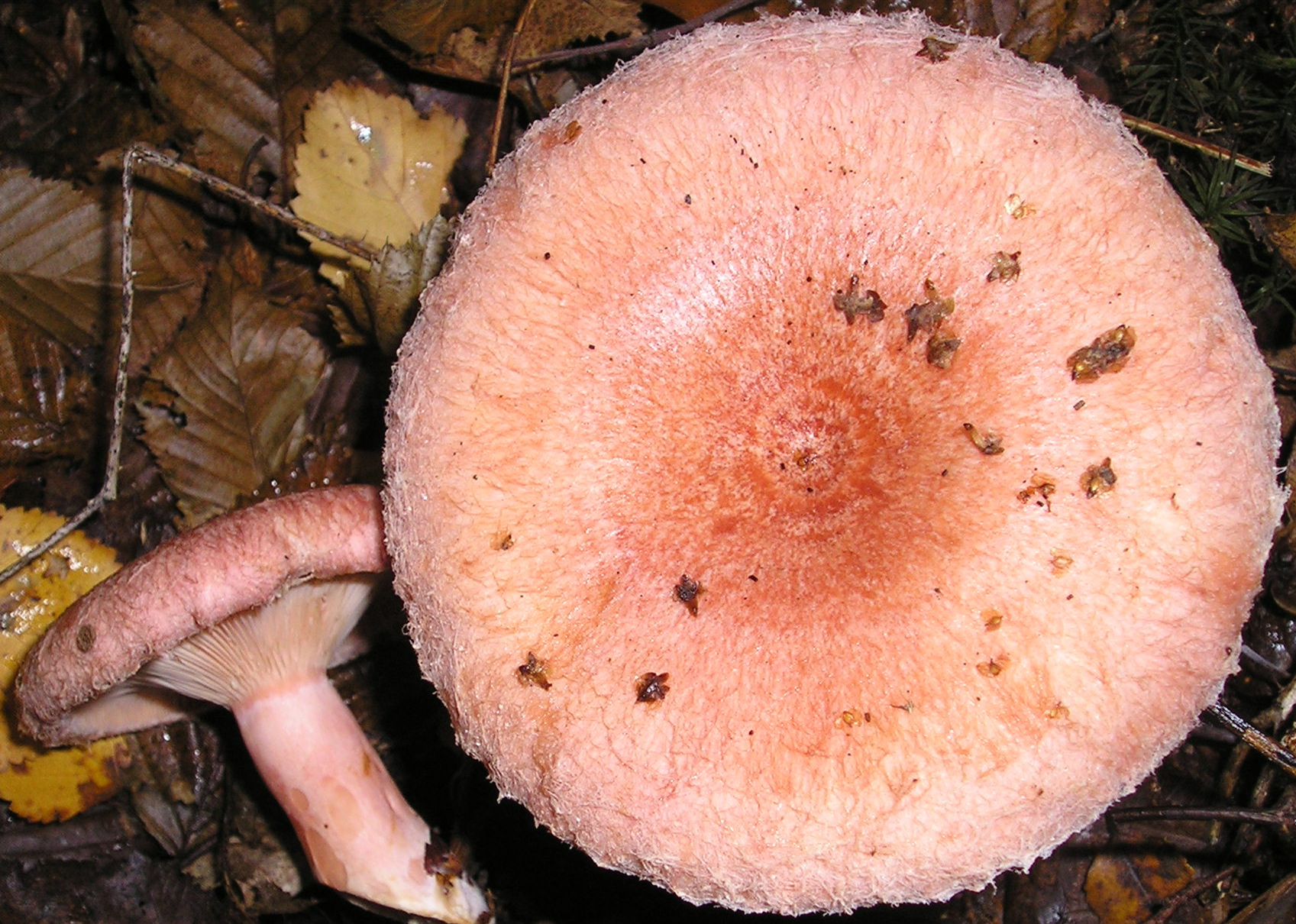
Lactarius torminosus.